# Geher-Länderkampf der Männer 1973 BR Deutschland – Belgien – Frankreich – Schweiz
| 11. Leichtathletik-Länderkampf mit bundesdeutscher Beteiligung 1973         | 11. Leichtathletik-Länderkampf mit bundesdeutscher Beteiligung 1973 |
| --------------------------------------------------------------------------- | ------------------------------------------------------------------- |
|                                                                             |                                                                     |
| Geher-Vergleich der Männer: BR Deutschland – Belgien – Frankreich – Schweiz |                                                                     |
| Austragungsort                                                              | Fürth                                                               |
| Wettbewerbe                                                                 | 2                                                                   |
| Datum                                                                       | 24. Juni                                                            |
| 1. FRG 2. FRA 3. SUI 4. BEL                                                 | 66 Punkte 50 Punkte 23 Punkte 19 Punkte                             |
| Chronik                                                                     |                                                                     |
| ← FIN-FRG Springer/Werfer (M)                                               | SUI-FRG-NLD Str'lauf (M) →                                          |

Im elften Vergleich des Länderkampfjahres 1973 trafen sich die vier Länder Bundesrepublik Deutschland, Belgien, Frankreich und die Schweiz zu einem Länderkampf der Geher. Gastgeber war am 24. Juni die bayerische Stadt Fürth. In dieser Vierer-Konstellation war die Begegnung zuvor noch nicht ausgetragen worden. In den vergangenen Jahren hatte es jedoch schon sechs Mal Vergleiche mit drei Teilnehmernationen gegeben, die alle von den bundesdeutschen Vertretern gewonnen worden waren. Neu hinzu kam nun Belgien.

## Wettbewerbe und Modus
Auf dem Programm standen wie in den Gehervergleichen üblich zwei Wettbewerbe, die Straßengehen über 20 und 50 Kilometer. Jede Nation konnte pro Wettbewerb vier Geher stellen, von denen die drei Besten gewertet wurden. Im 20-km-Wettbewerb trat Belgien nur mit drei Gehern an, die alle in die Wertung kamen. Der erste Rang brachte dreizehn Punkte, der zweite elf, der dritte zehn, der vierte neun, der fünfte acht usw.

## Ergebnis
Die bundesdeutschen Athleten dominierten die Begegnung sehr eindeutig. Ihre gewerteten Vertreter belegten im Wettbewerb über zwanzig Kilometer die Ränge eins, drei und vier. Auf der langen Distanz lagen sogar drei Sportler aus der Bundesrepublik vorn. So gab es einen klaren bundesdeutschen Sieg. Das Team sammelte 66 Punkte, Frankreich kam als zweitplatzierte Nation auf fünfzig Punkte. Die Schweiz erreichte mit 23 Punkten den dritten Platz und Belgien wurde mit neunzehn Punkten Vierter.

## Legende
Kurze Übersicht zur Bedeutung der Symbolik – so üblicherweise auch in sonstigen Veröffentlichungen verwendet:
| DSQ | disqualifiziert |

## Resultate

### 20-km-Straßengehen
| Platz | Athlet                   | Land | Zeit (h)  |
| ----- | ------------------------ | ---- | --------- |
| 01    | Bernd Kannenberg         | FRG  | 1:31:40,8 |
| 02    | Gérard Lelièvre          | FRA  | 1:31:56,0 |
| 03    | Heinz Mayr               | FRG  | 1:33:42,0 |
| 04    | Heinrich Schubert        | FRG  | 1:34:55,8 |
| 05    | Alain Moulinet           | FRA  | 1:36:23,2 |
| 06    | Jean-Pierre Saint Martin | FRA  | 1:37:16,4 |
| 07    | Hans Michalski           | FRG  | 1:37:53,6 |
| 08    | René Pfister             | SUI  | 1:38:26,4 |
| 09    | Godfried de Jonkhere     | BEL  | 1:38:38,8 |
| 10    | Jean-Pierre Garnung      | FRA  | 1:41:10,6 |
| 11    | Sylvestre Marclay        | SUI  | 1:44:10,4 |
| 12    | Robert Ponzio            | SUI  | 1:44:10,8 |
| 13    | Hans Fenner              | SUI  | 1:44:12,0 |
| 14    | Pierre Bellanger         | BEL  | 1:45:30,2 |
| 15    | Jean-Pierre Benoit       | BEL  | 1:57:06,4 |

### 50-km-Straßengehen
| Platz | Athlet                | Land | Zeit (h)  |
| ----- | --------------------- | ---- | --------- |
| 01    | Gerhard Weidner       | FRG  | 4:05:24,2 |
| 02    | Leo Frey              | FRG  | 4:18:56,8 |
| 03    | Jürgen Schönfeld      | FRG  | 4:20:28,2 |
| 04    | David Didier          | FRA  | 4:24:31,4 |
| 05    | Lothar Milden         | FRG  | 4:28:45,4 |
| 06    | Dominique Guebey      | FRA  | 4:29:50,2 |
| 07    | Jean-Pierre Masson    | FRA  | 4:35:55,0 |
| 08    | Marcel Lefèvre        | FRA  | 4:35:55,0 |
| 09    | Gérard Cnockaert      | BEL  | 4:39:35,8 |
| 10    | Michel Vallotton      | SUI  | 4:40:38,2 |
| 11    | Jean-Daniel Marclay   | SUI  | 4:47:20,0 |
| 12    | Joset Louis           | BEL  | 4:49:38,0 |
| 13    | Serge van Puyenbroeck | BEL  | 4:53:34,8 |
| 14    | Franco Galderart      | SUI  | 5:06:18,6 |
| 15    | Marcel Sandoz         | SUI  | 5:16:13,0 |
| DSQ   | Robert Rinchard       | BEL  |           |